# (4101) Ruikou
(4101) Ruikou ist ein Hauptgürtelasteroid, der am 8. Februar 1988 von Tsutomu Seki am Geisei-Observatorium entdeckt wurde.
Der Asteroid wurde nach dem japanischen Gelehrten Ruikou Kuroiwa (1862–1920) benannt.